# Акман, Хамза
Хамза Йигит Акман (тур. Hamza Yiğit Akman; род. 27 сентября 2004, Стамбул) — турецкий футболист, полузащитник клуба «Сённерйюск».
Хамза — сын известного турецкого футболиста Айхана Акмана.

## Клубная карьера
Акман— воспитанник клуба «Галатасарай». 13 августа 2022 года в матче против «Гиресунспора» он дебютировал в турецкой Суперлиге. 19 октября в поединке Кубка Турции против «Кастамонуспора» Хамза забил свой первый гол за «Галатасарай».